# LANDFALL
LANDFALL（ランドフォール）とは、東京工業大学生活協同組合が出版している雑誌（科学雑誌）。通常毎年1月・4月・10月発行。
1986年に創刊。紙面は東京工業大学に属する研究室を紹介する記事から成っている。

## 概要
東工大の研究室で行われている研究内容を、学内を中心に周知する目的で刊行されている。特に、研究室に所属する以前の東工大の学部1,2年生に向けて、研究室に関する具体的な情報提供や研究姿勢としての興味喚起を目的としている。
いわゆるフリーペーパーとして、学内で無料で配布されている。発行費は大学生協の組合費でまかなわれているが、非組合員や学外の人でも購読が可能である。
研究室の取材をはじめ、記事中のイラストやDTPなどの編集はすべて学部1,2年の学生により行われている。編集委員は毎年4月に募集しており、東工大の学部1,2年生であれば誰でもなることができる。

## 誌面構成
研究室紹介
毎号、学内の研究室を2～5つ程度紹介する。
特別企画等
四大学連合に関してや新学長就任時の学長インタビュー、新図書館竣工時に組まれた新図書館紹介など、不定期で大学に関係した特集記事を組むことがある。

## 配布場所
以下の場所で配布されている。また、東京工業大学付属図書館・国会図書館で創刊号からのバックナンバーを読むことができる。
東京工業大学大岡山キャンパス
第二食堂前・購買前・大岡山図書館入口・百年記念館。
東京工業大学すずかけ台キャンパス
すずかけ台図書館
上記以外にもウェブサイトにて、すべての刊行号を各研究室毎にPDF形式で読むことができる。

## 過去に取材された学者
これまで300以上の研究室を紹介している。
- 丸山茂徳（28号）
- 坂本一成（29号）
- 広瀬茂男（30号）
- 黒川信重（43号）
- 西森秀稔（45号）
- 石井志保子（50号）
- 山室恭子（50号）
- 安田幸一（50号）
- 橋爪大三郎（60号）
- 細野秀雄（66号）
- 佐々木栄一（80号）